# Broucheterre
La Broucheterre est le nom d'une rue, d'une place et d'un quartier de la ville de Charleroi en Belgique. Le quartier est situé au nord-ouest du cœur historique de la ville.

## Toponymie
Le nom du lieudit est attesté sous la forme Brousseterre en 1833 et 1873, mais Broucheterre en 1857
Broucheterre signifie « terre de broussailles ».

## Histoire
Le nom de Brousseterre apparaît dans un acte du 20 avril 1297 par lequel Jean, comte de Namur, ratifie la donation que son père a faite de la seigneurie de Gilliers (Gilly), avec Charnoy, Vermonceau (Warmonceau) et la Brousseterre, à Allard III de Rêves.
Charnoy était situé sur la rive gauche de l'ancien lit de la Sambre, à l'emplacement actuellement occupé par le centre de Charleroi. Le site habité comprenait trois parties. La plus importante se situant sur le bord de la Sambre. La Broucheterre est une des deux autres parties, d'occupation plus récente que le groupe principal.

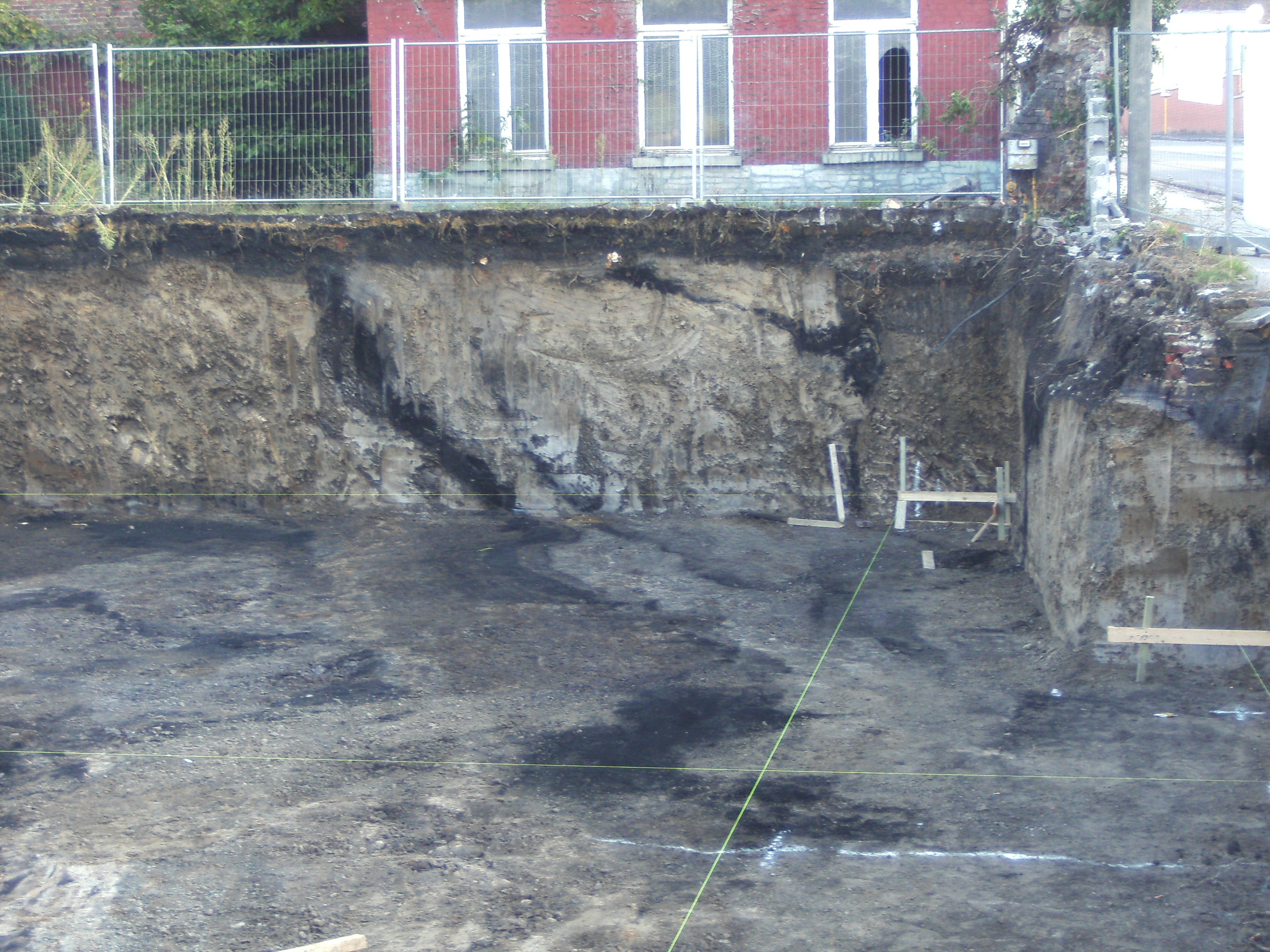
Houille affleurante découverte lors de creusement de fondations à la rue de la Broucheterre.

Le hameau se situait sur l'échancrure d'un vallon secondaire du ruisseau de Lodelinsart, sur le versant qui montrait des affleurements de grès, de schistes et de houilles. La houille s'y exploite. Le hameau est relié à Lodelinsart et à la partie la plus importante du village par un chemin qui emprunte la pente du bord du plateau.
En 1666, les Espagnols érigent la forteresse de Charleroi qui occupe le plateau entre la Broucheterre, le bois d'El Bol et l'abrupt de la Sambre. En 1667, Louis XIV, roi de France prend possession de celle-ci. Les ouvrages d'art sont alors parfaits et agrandis par Vauban. Le vallon de Lodelinsart est noyé par les eaux du Grand Étang retenu par une digue.
Vers 1746, le plateau au nord de la ville possède une chaussée pavée partant de la porte de Bruxelles, se dirigeant vers le lieu-dit La Garenne, obliquant au nord-est pour éviter la vallée de Lodelinsart, puis empruntant la fond de la Broucheterre, en direction du nord-ouest pour atteindre un pont sur le ruisseau et filer vers Bruxelles en passant par Lodelinsart et Jumet. Le long de la chaussée, des champs de houille sont ouverts. 14 concessions sont délivrées entre 1691 et 1746.
Entre la date de sa création et le milieu du XVIIIe siècle, Charleroi changera régulièrement de main.
En 1747, Louis XV qui occupait la ville, voulant diminuer la force des Autrichiens, fit démolir l'enceinte. À la suite de cela, la rue du Dauphin est prolongée vers la Broucheterre où les maisons deviennent nombreuses, mais isolées. Le bois qui subsistait entre le hameau et le Grand Étang est essarté.
En 1761, par protectionnisme, l'importation des houilles anglaises étant fortement taxées, Charleroi sera sollicité davantage pour fournir Bruxelles. Devenu sa principale source de revenu, la ville pousse à son extraction et assure une meilleure évacuation du charbon. On installe des machines à feu. On construit des « saiwes » pour évacuer les eaux d'exhaure dans le ruisseau de Lodelinsart. Pour le transport, la chaussée de Bruxelles est élargie et le terrain entre la Broucheterre et Lodelinsart est nivelé (1773).

### Cartes

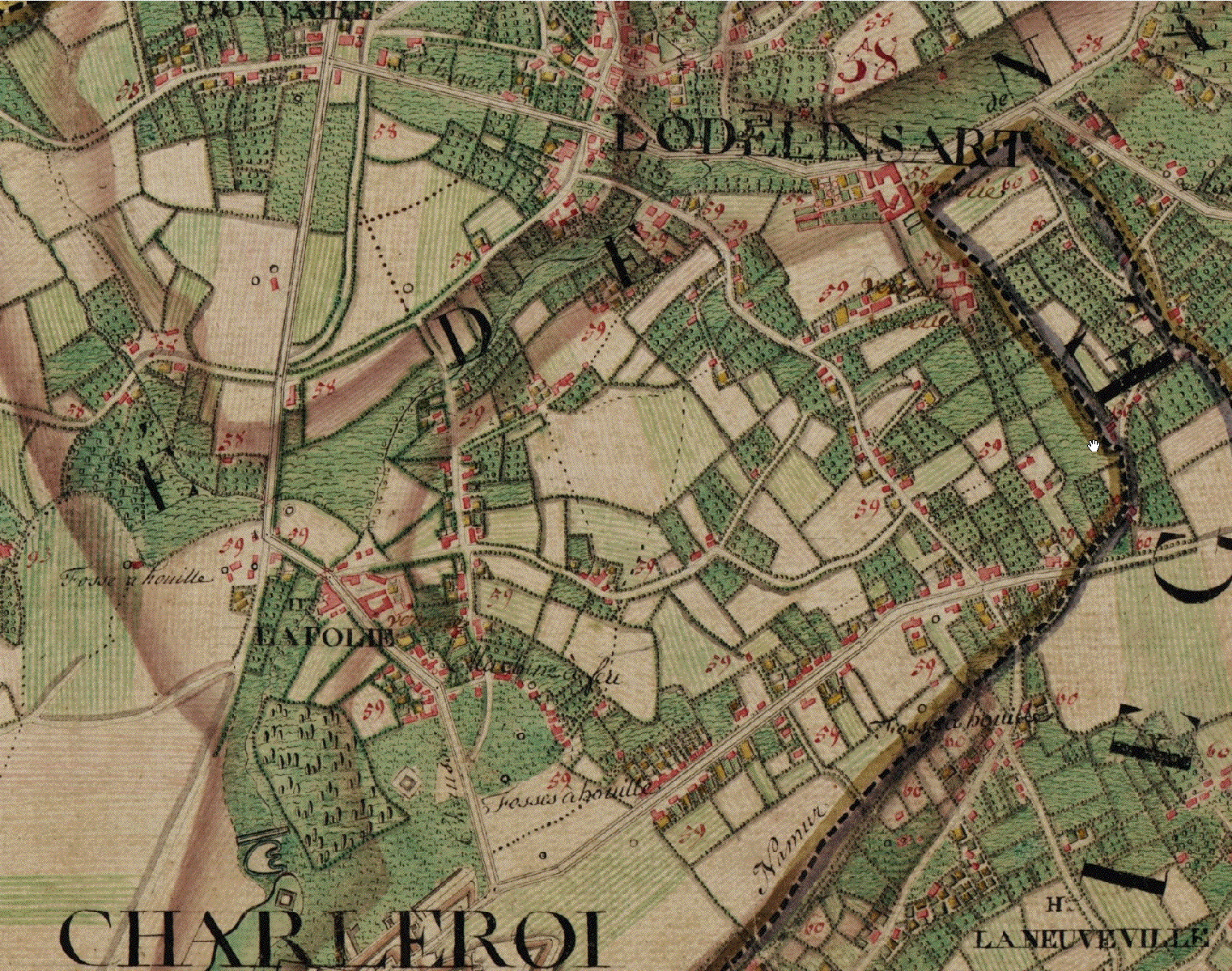
La Broucheterre et le Faubourg sur la carte de Ferraris datant de 1770-1778
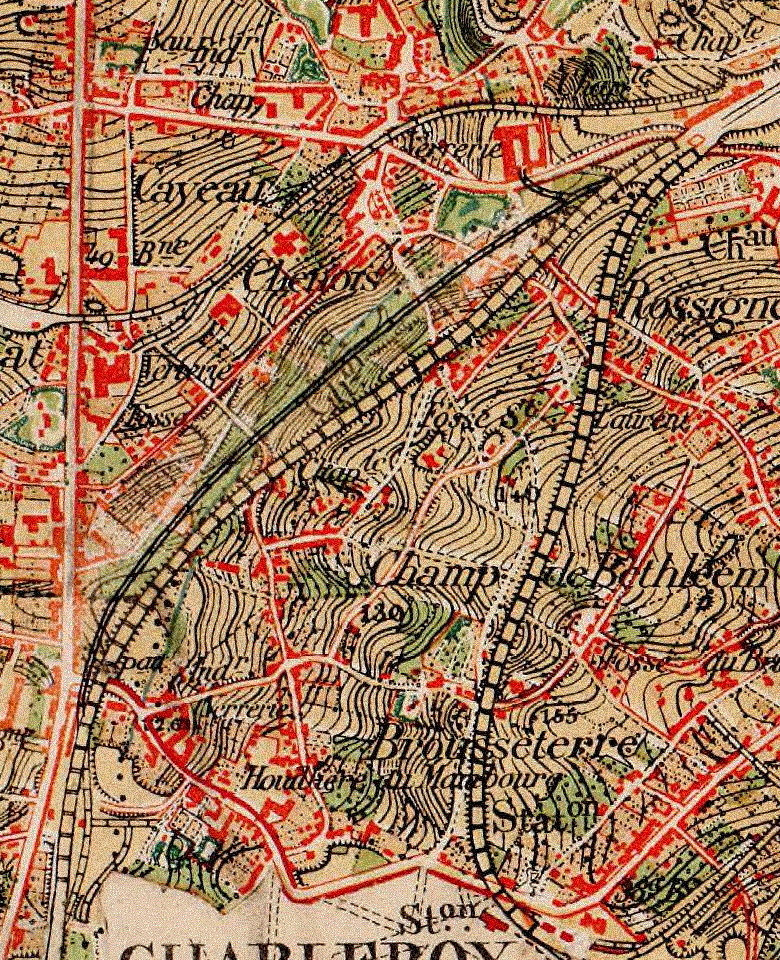
La Broucheterre sur une carte topographique datant de 1873
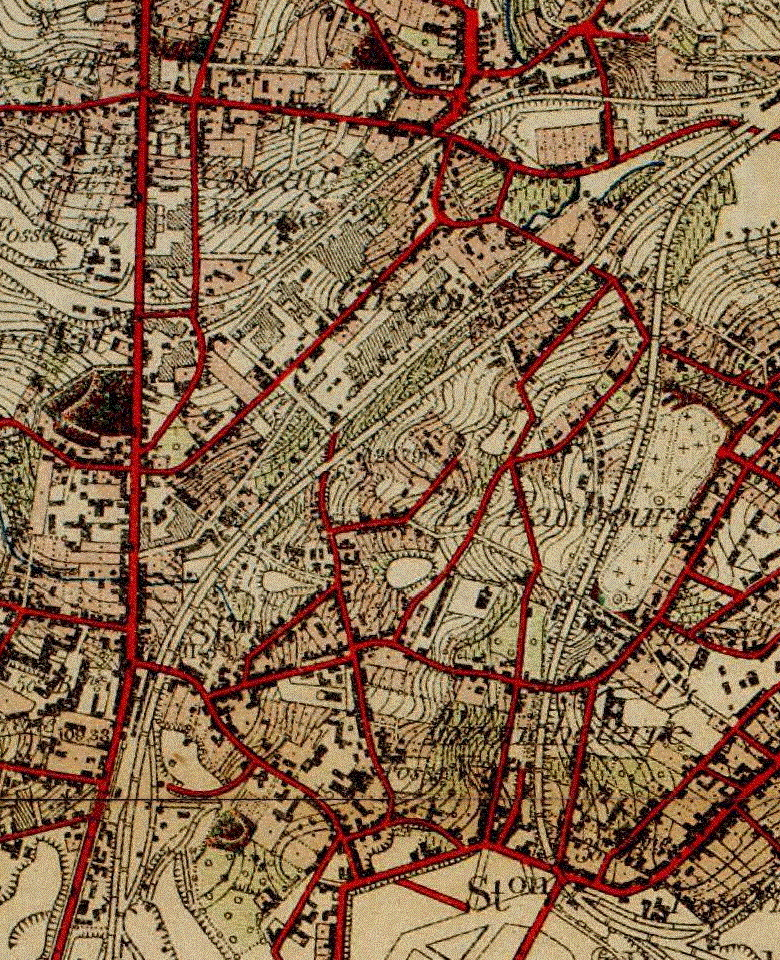
Carte topographique vers 1900
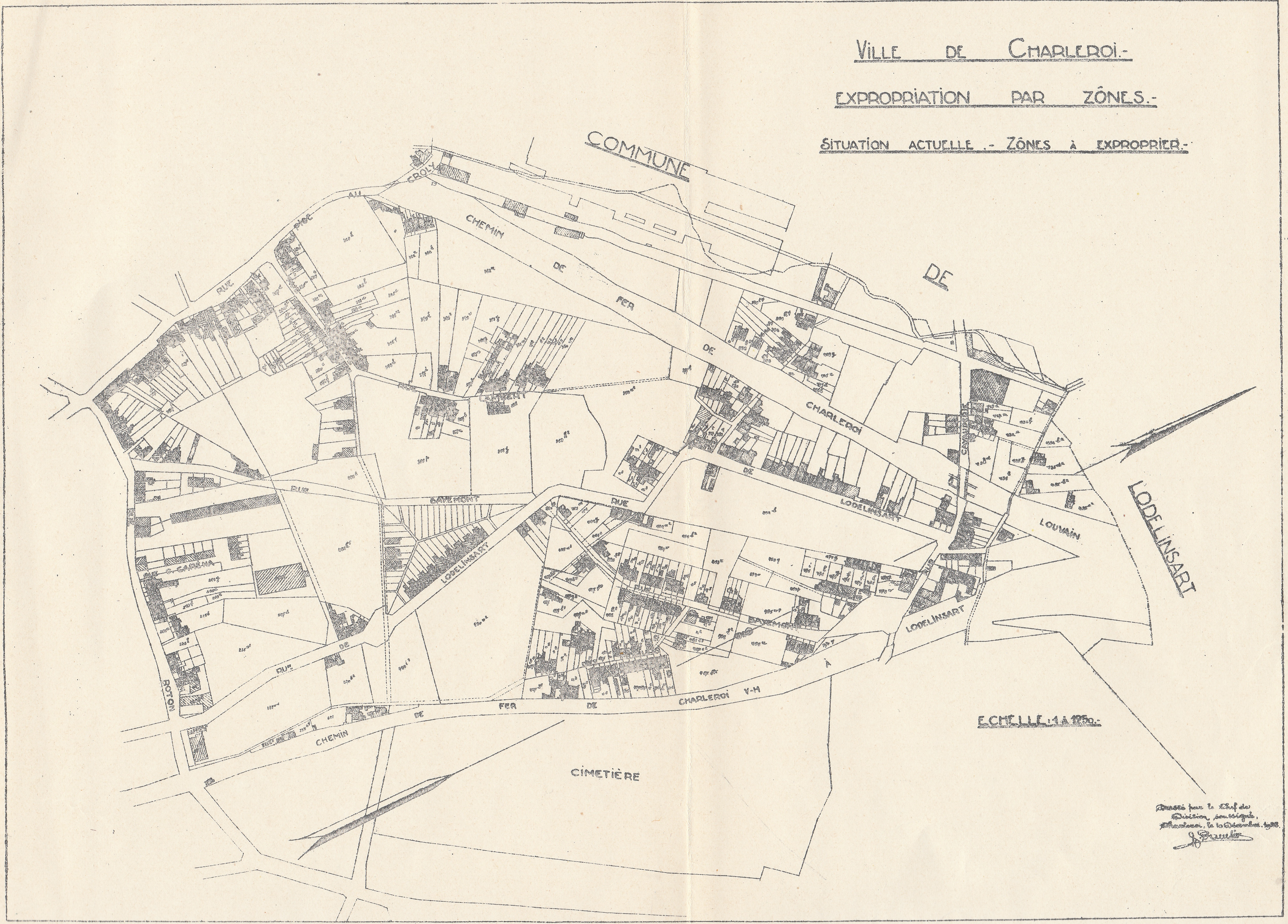
Le nord du quartier. Relevé de 1928.

## Images

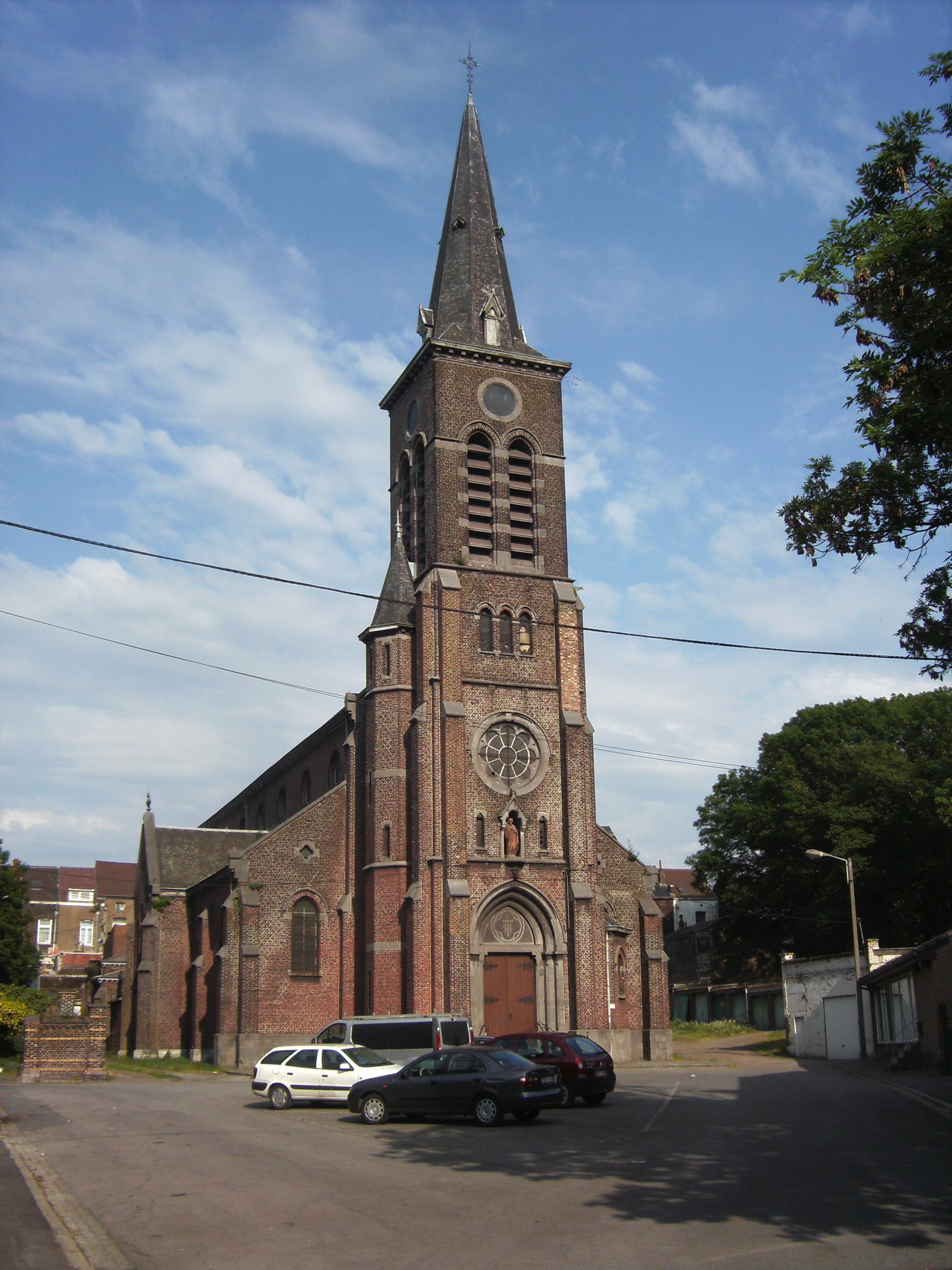
Église de la paroisse catholique Saint-Joseph, rue du Roton
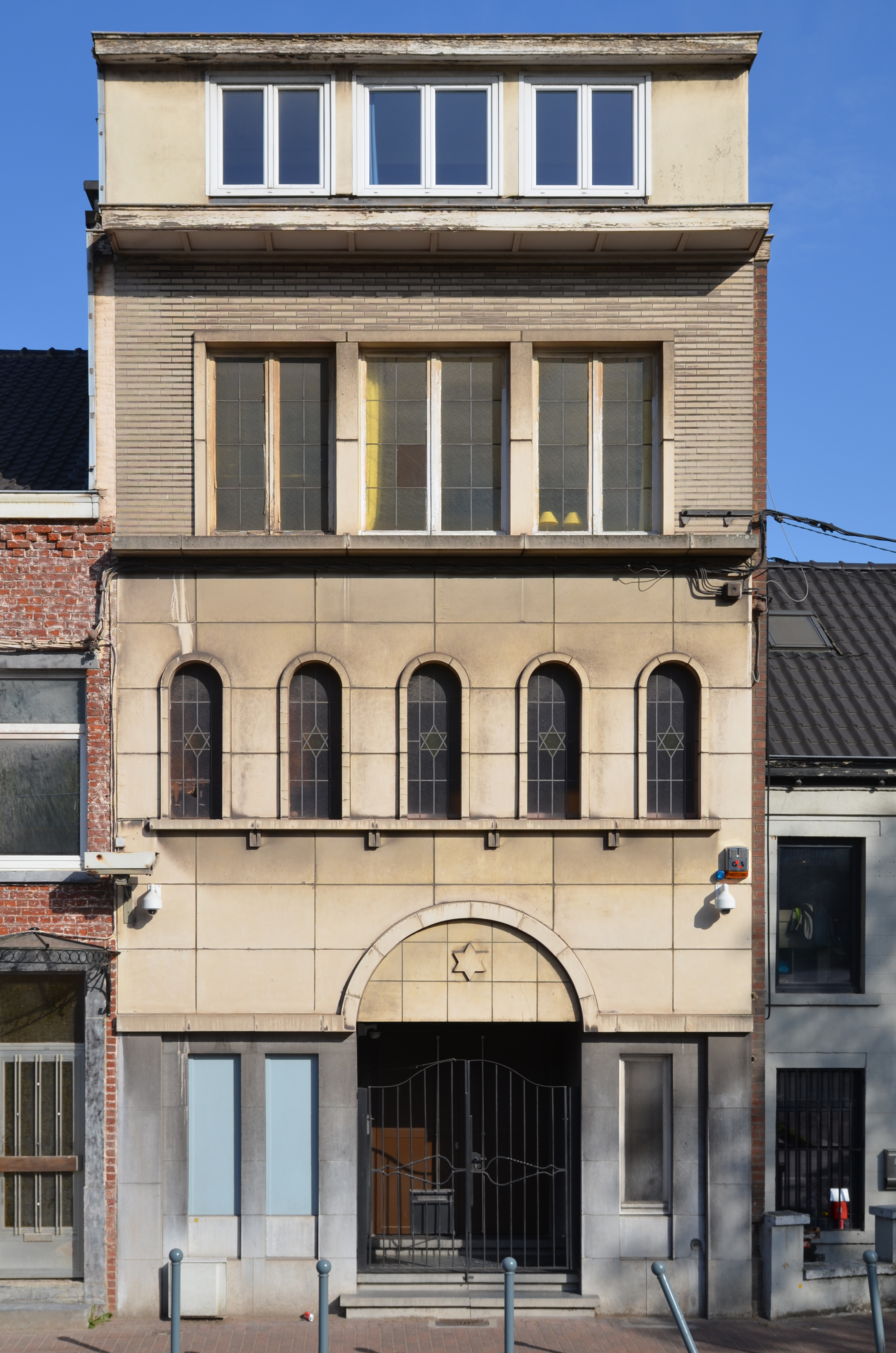
Synagogue et musée des Justes de Charleroi, rue Pige au Croly
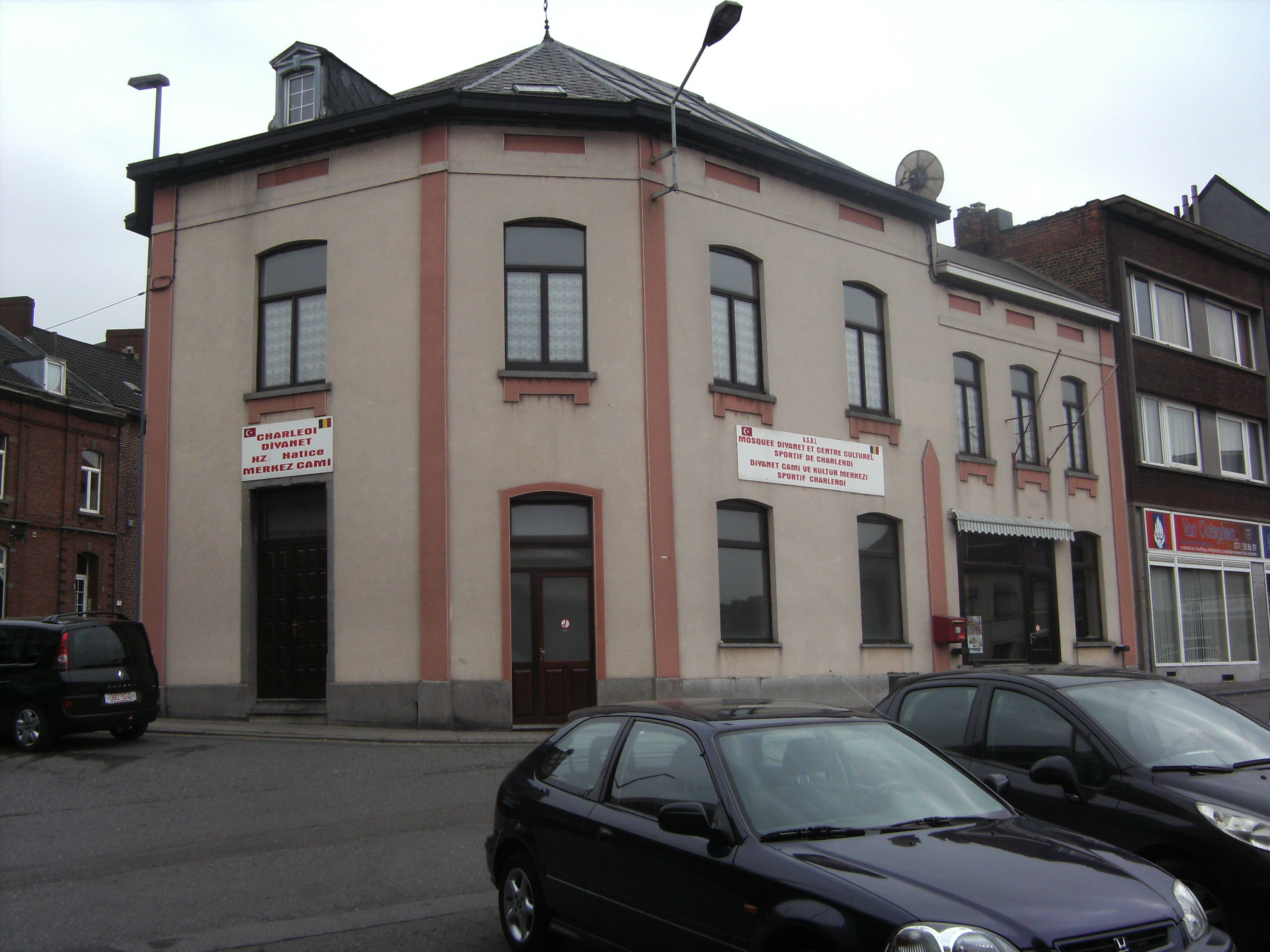
Mosquée turque, place de la Broucheterre
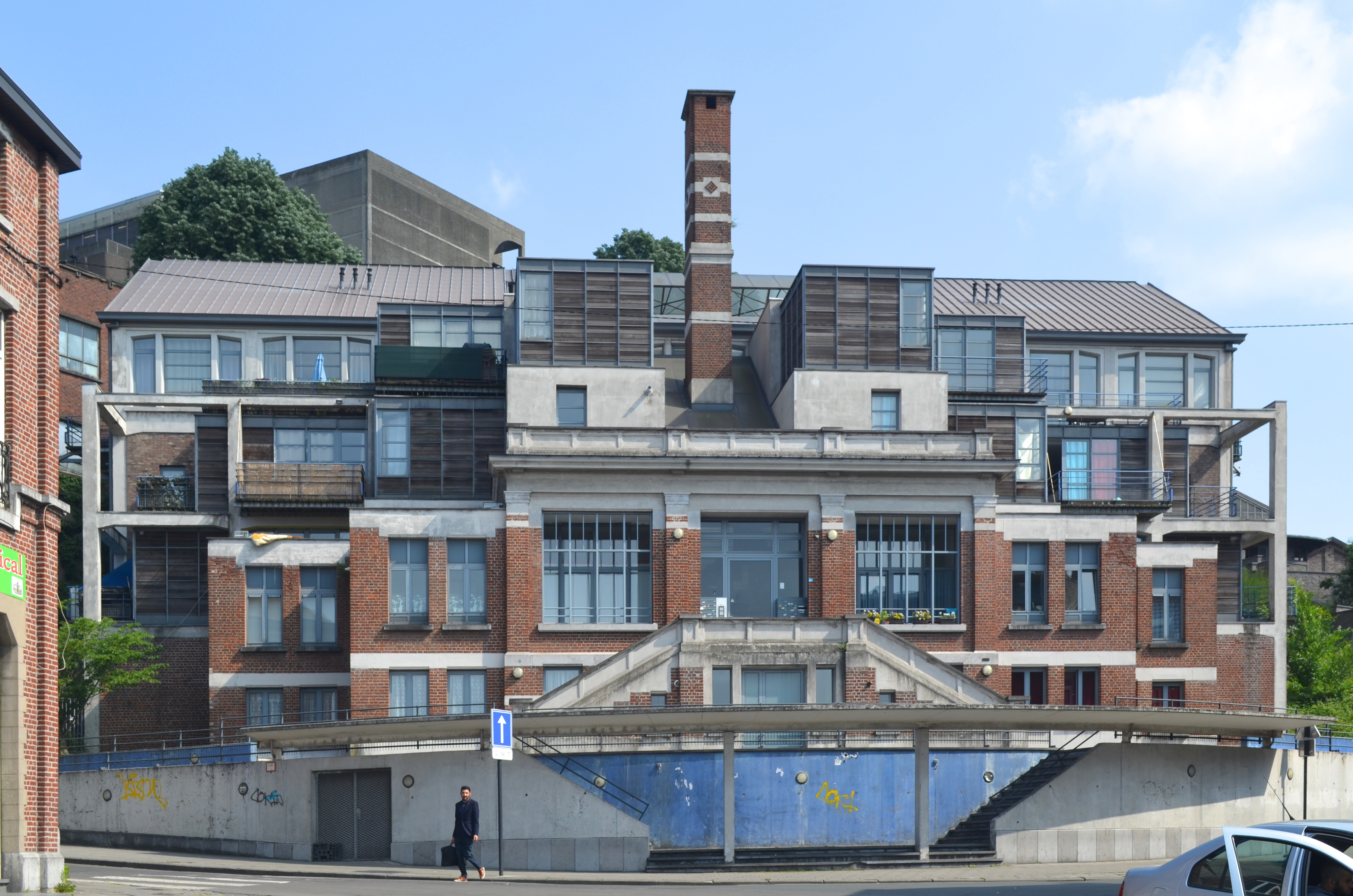
Ancienne piscine transformée en logement, place de la Broucheterre
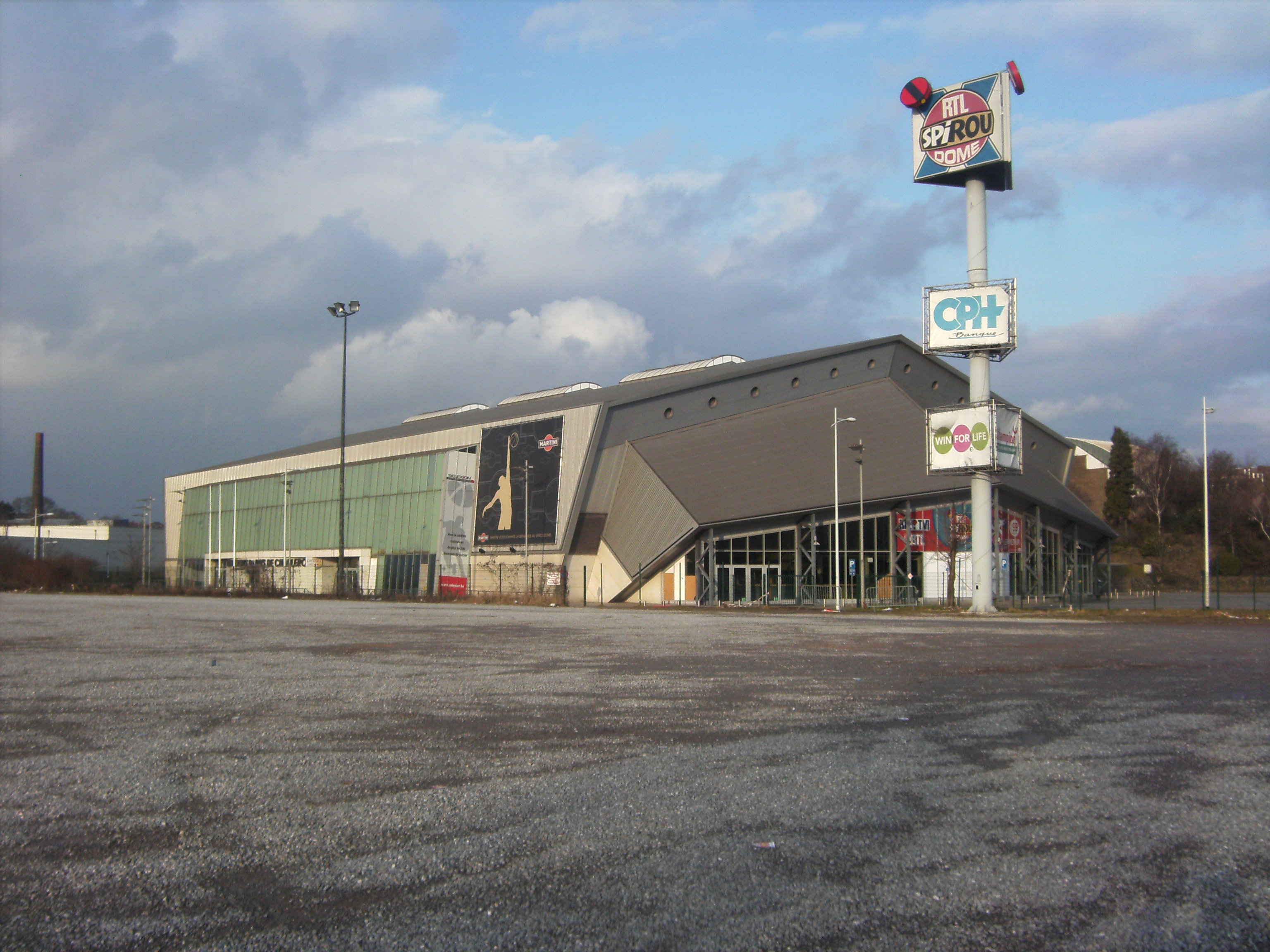
Spiroudôme ou Palais des sports du Pays de Charleroi, rue Pige au Croly
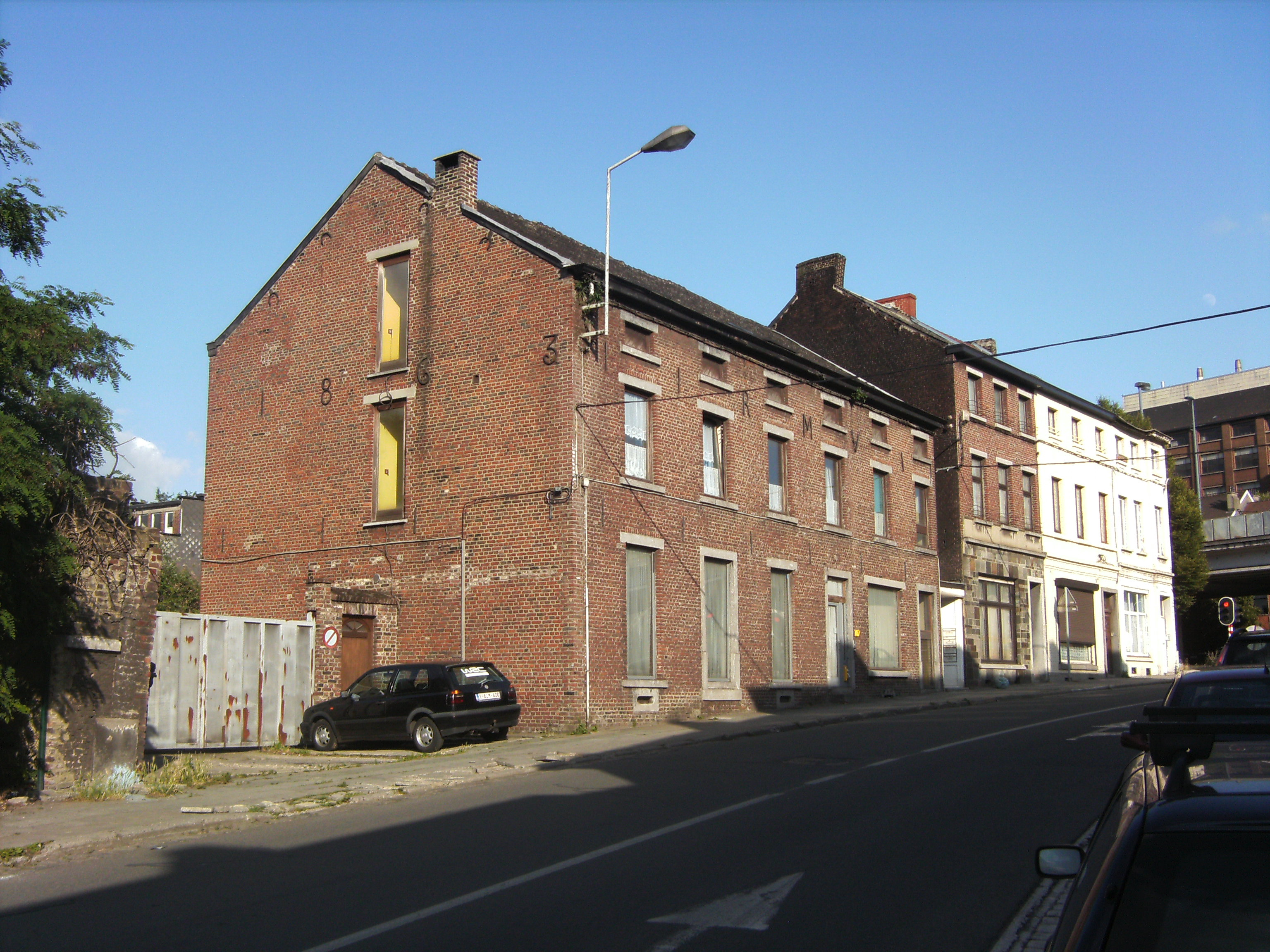
Immeuble daté de 1863. Un des plus anciens subsistant du quartier.
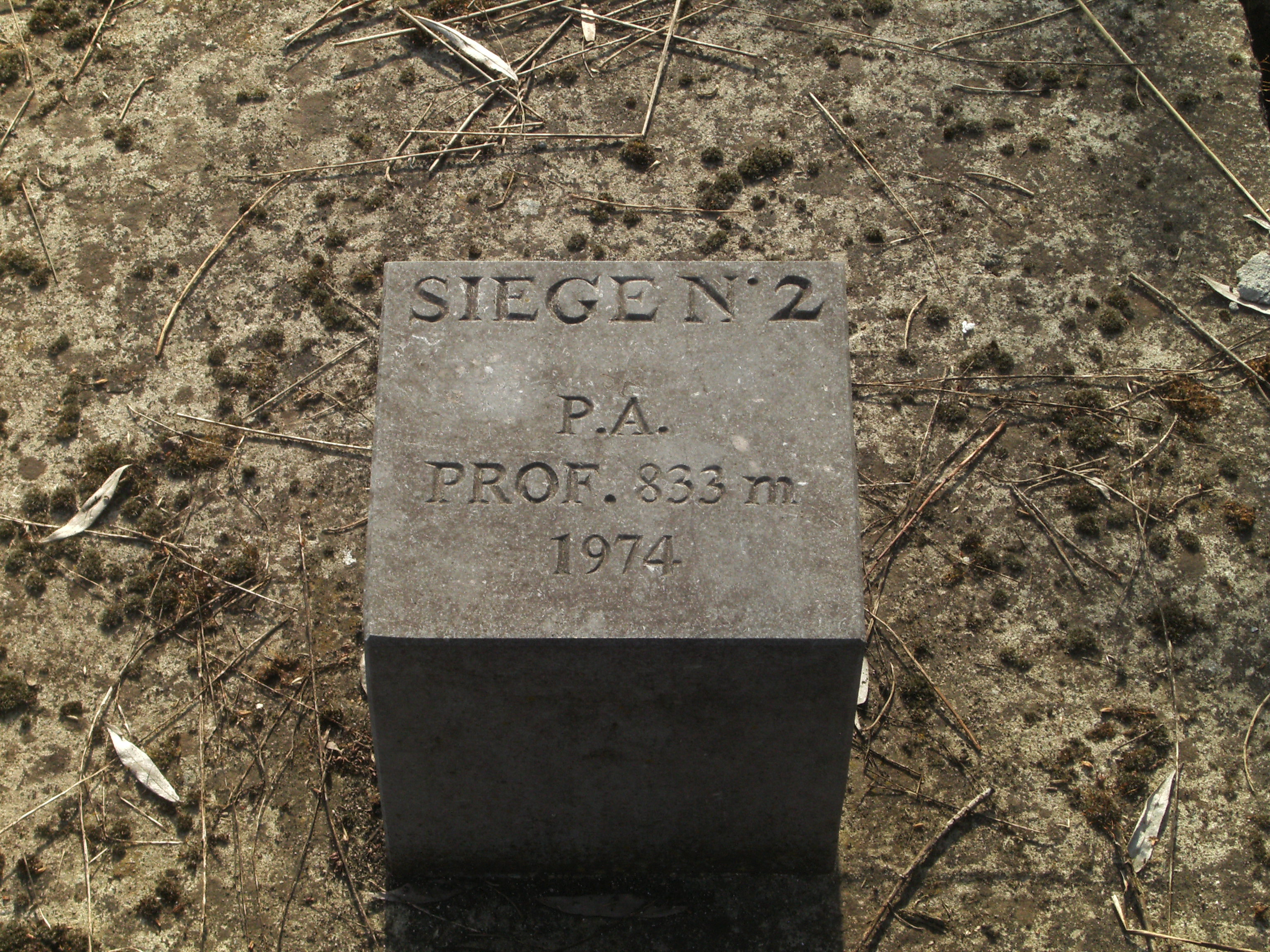
Couvercle du puits d'aération du siège n° 2 du Charbonnage du Mambour.

## Rues et places
Les rues et places ci-dessous se trouvent totalement ou partiellement dans le quartier historique ou les nouvelles limites. Dans la liste ci-dessous, les rues situées dans le quartier issu de la création des 55 quartiers à Charleroi sont suivies du signe ✓.

Une partie de la rue de Namur, située sur le territoire de l'ancienne commune de Dampremy a été mis dans les nouvelles limites du quartier. 
- rue de l'Arbre vert (disparue)
- rue Bayemont (devenue rue Émile Maufort) ✓
- sentier Beauthière (disparu)
- rue Blanchard ✓
- sentier Bodart (disparu)
- rue de la Broucheterre ✓
- place de la Broucheterre
- rue Émile Carena ✓
- rue de la Cayauderie
- rue de la Cité
- rue Franz Dewandre
- rue Draily ✓
- rue Zoé Drion
- rue Édouard Falony
- rue du Fort
- rue de la Garenne
- rue Gendebien (devenue rue Averroès)
- rue Zénobe Gramme
- rue Jules Henin
- rue Huart-Chapel
- rue Isaac
- rue d'Italie
- rue Alfred Langlois
- rue Lebeau
- rue de Lodelinsart ✓
- rue du Mambourg
- rue des Olympiades ✓
- rue Paul Pastur (devenue rue Patrice Lumumba) ✓
- rue Pierre Paulus ✓
- rue Pige-au-Croly ✓
- rue du Roton ✓
- rue Gustave Roullier
- rue du Ruisseau ✓
- rue Tourette ✓
- rue de Namur ✓
- rue Nouvelle ✓
- avenue de Waterloo